# Young Folks
Young Folks (englisch für „Junge Leute“) ist ein Lied der schwedischen Indie-Pop-Rock-Band Peter Bjorn and John aus dem Jahr 2006, in Zusammenarbeit mit der schwedischen Musikerin Victoria Bergsman.

## Entstehung und Veröffentlichung
Das Lied wurde von den Bandmitgliedern John Eriksson, Peter Morén und Björn Yttling getextet beziehungsweise komponiert. Yttling zeichnete darüber hinaus auch für die Produktion verantwortlich.
Die Erstveröffentlichung von Young Folks erfolgte als CD-Single am 19. Mai 2006 bei Wichita Records (Katalognummer: WEBB107SCD). Am 14. Juli 2006 erschien das Lied als Teil des Debütalbums Writer’s Block (Katalognummer: WEBB108CD). Das dazugehörige Musikvideo entstand unter der Regie von Bernard Wedig.
Im November 2015 veröffentlichte die Band das dazugehörige Musikvideo auf der Videoplattform YouTube und konnte dort bis Juli 2024 über 76 Millionen Aufrufe erzielen.

## Kommerzieller Erfolg

### Chartplatzierungen
| ChartsChartplatzierungen     | Höchstplatzierung | Wochen |
| ---------------------------- | ----------------- | ------ |
| Deutschland (GfK)            | 31 (14 Wo.)       | 14     |
| Vereinigtes Königreich (OCC) | 13 (20 Wo.)       | 20     |

### Auszeichnungen für Musikverkäufe
| Land/Region                  | Auszeichnungen für Musikverkäufe (Land/Region, Auszeichnung, Verkäufe) | Verkäufe  |
| ---------------------------- | ---------------------------------------------------------------------- | --------- |
| Brasilien (PMB)              | Platin                                                                 | 60.000    |
| Dänemark (IFPI)              | Gold                                                                   | 45.000    |
| Deutschland (BVMI)           | Gold                                                                   | 300.000   |
| Spanien (Promusicae)         | Gold                                                                   | 30.000    |
| Vereinigte Staaten (RIAA)    | Platin                                                                 | 1.000.000 |
| Vereinigtes Königreich (BPI) | Platin                                                                 | 600.000   |
| Insgesamt                    | 3× Gold · 3× Platin ·                                                  | 2.035.000 |

## Coverversion von Nena, Olli & Remmler

### Entstehung und Veröffentlichung
Im Jahr 2007 nahmen Nena, Oliver Pocher und Stephan Remmler eine deutschsprachige Coverversion zu Young Folks mit dem Titel Ich kann nix dafür auf. Diese entstand als Soundtrack für die Filmkomödie Vollidiot. Die Komposition des Titels entstammt dem Original, der neue deutschsprachige Text wurde von Remmler geschrieben. Produziert wurde diese Version von Ingo Politz.
Die Erstveröffentlichung von Ich kann nix dafür erfolgte als Single am 13. April 2007 bei Senator Records. im selben Jahr erschien es auf dem Soundtrackalbum zum Film.

### Chartplatzierungen
| ChartsChartplatzierungen | Höchstplatzierung | Wochen |
| ------------------------ | ----------------- | ------ |
| Deutschland (GfK)        | 10 (14 Wo.)       | 14     |
| Österreich (Ö3)          | 41 (9 Wo.)        | 9      |
| Schweiz (IFPI)           | 91 (1 Wo.)        | 1      |

| ChartsJahrescharts (2007) | Platzierung |
| ------------------------- | ----------- |
| Deutschland (GfK)         | 78          |